# Ypê Nakashima
Ypê Nakashima, nascido como Ippei Nakashima (中島逸平, Nakashima Ippei) (Oita, 5 de junho de 1926 – São Paulo, 6 de abril de 1974), foi um cartunista e animador japonês naturalizado brasileiro. É pai do também animador Itsuo Nakashima.

## Biografia
Nascido em Oita, ilha Kyushu, em 5 de junho de 1926, aos 17 anos, ingressou na Escola de Belas Artes de Quioto, contrariando as vontades do pai, em 1945, é obrigado a largar os estudos por ter sido convocado para servir em um batalhão antiaéreo em Nagasaki, cidade ficaria conhecida pelo bombardeio da bomba atômica. Após o fim da guerra, passa a colaborar com artigos, charges e yonkomas (tiras de jornal), para os jornais, Asahi Shimbun, Mainichi Shimbun, Yomiuri Shimbun, entre outros. Em 1950, casa-se com Emiko Nakashima, com quem tem três filhos, contudo, apenas o caçula sobrevive, Itsuo.
Em 1956, resolve se mudar com esposa e filho para o Brasil, logo começa a colaborar com publicações da colônia japonesa, prestando os mesmos serviços que fazia no Japão para a Cooperativa Agrícola de Cotia, Nippak Shimbum, São Paulo-Shimbun, entre outros. Em 1959, começa a trabalhar com animação, criando uma série de curta-metragens estrelados pelo papagaio Papa-Papo, em 1963, produz o décimo segundo curta estrelado pelo papagaio, porém, nunca chegou a comercializar essa animações, em seguida, começou a trabalhar em animações publicitárias com João Luis de Carvalho Araújo, na época, funcionário da Willys Overland do Brasil com quem funda o estúdio Telstar, dentre os anúncios criados está o comercial dos cobertores Parahyba, em 1966, resolve criar um longa-metragem de animação influenciado pelos folclores brasileiro e japonês, Piconzé, Ypê coloca um anúncio no jornal São Paulo-Shimbun para conseguir mão de obra para produzir o filme. Em 1968, faz uma abertura animada para o filme Panca de Valente de Luís Sérgio Person. Em 1972, Piconzé é finalmente finalizado e exibido em janeiro do ano seguinte, foi o segundo longa-metragem de animação brasileiro e o segundo colorido do país, o filme foi premiado com a Coruja de Ouro do Instituto Nacional do Cinema (INC), por conta dos trabalhos no longa, Ypê desenvolveu uma artrose no ombro, chegou a iniciar um novo longa-metragem, contudo, viria a falecer em 6 de abril de 1974, vítima de uma hemorragia interna. Inspirado no pai, seu filho Itsuo Nakashima torna-se um animador, tento inclusive trabalhado em animações da Turma da Mônica da Mauricio de Sousa Produções.

## Homenagens póstumas
Em 1975, é premiado pelo Governo do Estado de São Paulo com o "Prêmio Governador do Estado". Em 2002, o filme foi exibido no "Festival Internacional de Animação de Hiroshima", em 2008, em virtude do Centenário da imigração japonesa ao Brasil, o longa animado Piconzé é exibido na cerimonia de entrega do 24º Prêmio Angelo Agostini, logo em seguida, Ypê é premiado com o Troféu HQ Mix na categoria "Grande Mestre", na ocasião, pela primeira vez o Troféu premiava cinco artistas ao mesmo tempo, além de Ypê, foram premiados quadrinhista da EDREL (Editora de Revistas e Livros): os irmãos Paulo e Roberto Fukue, Fernando Ikoma e Minami Keizi, o troféu foi inspirado na revista O Samurai de Claudio Seto (falecido naquele ano), tanto Seto, quanto Keizi são conhecidos por introduzir o estilo dos quadrinhos japoneses (mangás) nas revistas em quadrinhos brasileiras.
No ano seguinte, a Fundação Japão faz uma exposição sobre o artista, exibindo na integra o filme Piconzé e um documentário produzido por Itsuo e Helio Ishii, no mesmo ano, o documentário foi exibido no Anima Mundi.
Em 2016, em parceria com o estúdio Ideograph, Itsuo iniciou a produção de "Os Irmãos Amazonas", projeto inacabado de Ypê.